# Le Bambou, son etude, sa culture, son emploi
Le Bambou, son étude, sa culture, son emploi (abreviado Bambou (Mons)) fue una revista con ilustraciones y descripciones botánicas que fue publicada en Mons entre 1906 y 1908.